# Augustinus (Vorname)
Der männliche Name Augustinus ist die lateinische Form von Augustin und eine Variante von August. Bekannt wurde der Name durch die Heiligen Augustinus von Hippo und Augustinus von Canterbury.
Weitere bekannte Namensträger sind:
- Augustinus (Maler) († Ende. 14. Jahrhundert), italienischer Maler
- Augustinus Bader (* 1959), deutscher Mediziner und Biomediziner
- Augustinus Balthasar (1632–1688), deutscher evangelischer Theologe
- Augustinus von Canterbury († 26. Mai 604 traditionell oder 605 Thorn), erster Erzbischof von Canterbury
- Augustinus Fink († 1720), Abt des Klosters St. Blasien (1695 bis 1720)
- Augustinus von Galen (1870–1949), Benediktinermönch, Priester und Gründer der Catholica Unio
- Augustinus Heinrich Henckel von Donnersmarck OPraem (1935–2005), deutscher römisch-katholischer Theologe und Wirtschaftsethiker
- Augustinus Hieber (1886–1968), katholischer Pfarrer in Merazhofen und bischöflicher Kommissär
- Augustinus von Hippo (354–430), Heiliger, Kirchenvater, Bischof und Philosoph
- Augustinus Karl Wucherer-Huldenfeld OPraem (* 1929), österreichischer Theologe und Philosoph
- Augustinus Kilian (1856–1930), römisch-katholischer Bischof von Limburg
- Augustinus Franz Kropfreiter (1936–2003), österreichischer Komponist und Organist
- Augustinus Novellus (* um 1240; † 1309), Augustiner-Eremit und Kanzler des Königs Manfred von Sizilien

Siehe auch:
- Meister des Heiligen Augustinus
- St. Augustinus